# Renault Mégane
A Renault Mégane egy francia alsó középkategóriás autó, melyet a Renault gyárt 1995 óta. A Renault 19 közvetlen utódja.
A Mégane története során számos karosszériaváltozatban megjelent, így megvásárolható volt három- és ötajtós ferde hátú, szedán, kombi, kabrió és kupé kivitelben is. Az első generáció nagymértékben elődjére, a 19-esre támaszkodott, hiszen annak modernizált hajtásláncát és padlólemezét használta. Az 1996-ban bemutatott Mégane Scénic egyterű nagyban a Mégane ferde hátú változatán alapult.
A második generáció 2002-ben mutatkozott be, mely teljesen átalakult az előzőhöz képest, és 2003-ban az Év Autója díjat is elnyerte. Egyúttal az volt az első olyan autó a kategóriájában, mely az Euro NCAP töréstesztjén öt csillagot ért el. 2008-ban kezdődött el a szintén megújult dizájnt kapott harmadik generáció gyártása, melynek a kínálatából eltűnt a szedán karosszéria. Ennek a helyét egy teljesen új modell, a Renault Fluence vette át 2009-ben. A legújabb, negyedik generációs Mégane-t 2015 második felében mutatták be, és 2016 óta vásárolható meg.
Elektromos meghajtású változata a Renault Mégane E-Tech, melyet 2021 óta gyártanak.

## Mégane I (1995–2002)

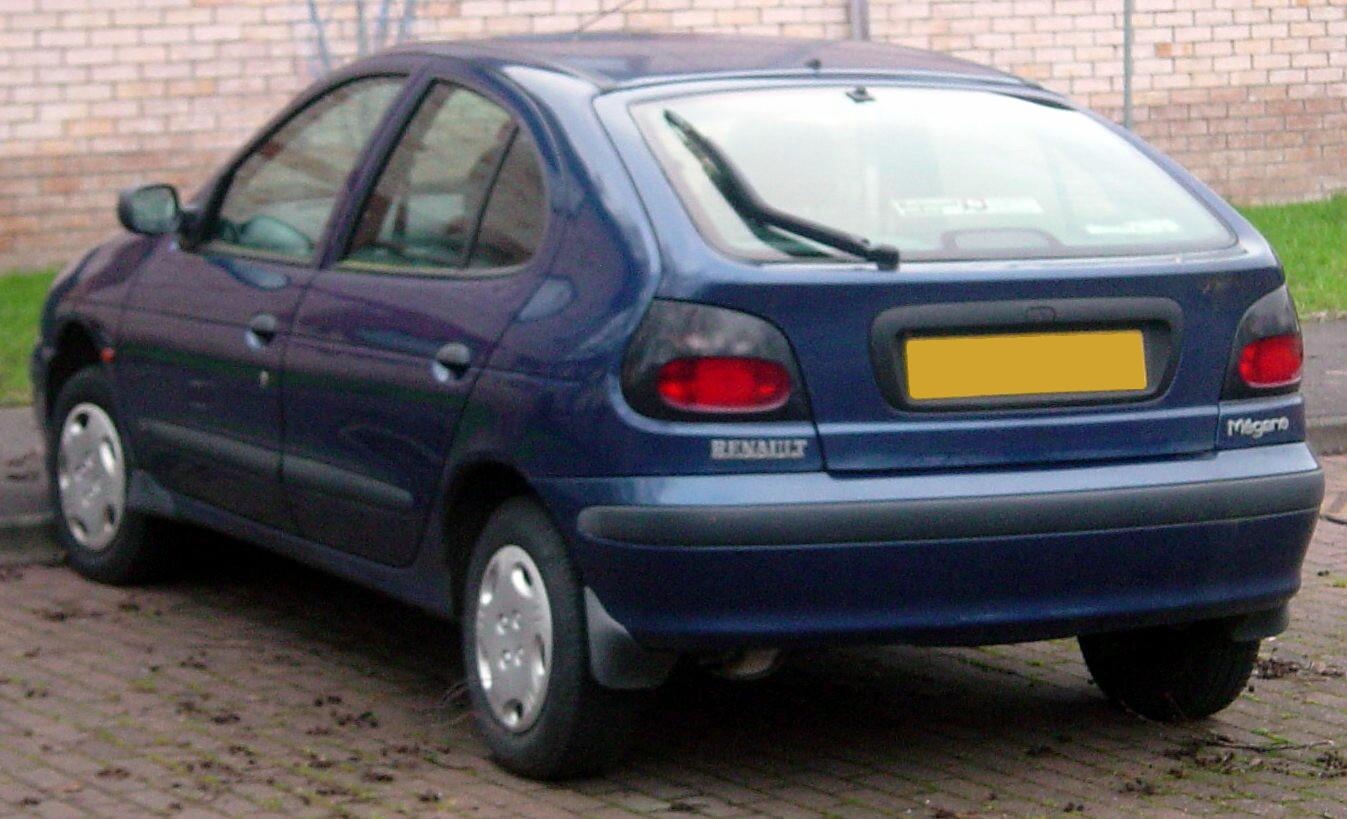
Modellfrissítés előtti Mégane I hátulja

A Mégane első generációját 1995 szeptemberében, a Frankfurti Autószalonon mutatták be, mint a Renault 19 utódját. Az autó tulajdonképpen elődjének modernizált változata volt, hiszen ugyanaz a padlólemez és ugyanazon motorok és sebességváltók módosított változatai kerültek belé. Nevét egy 1988-ban bemutatott tanulmányautóról kapta és azt a Patrick le Quément által kidolgozott formatervet vitte tovább, ami a Lagunánál is megfigyelhető volt. Ennek egyik legjellegzetesebb eleme a madárcsőrszerű hűtőrács volt, mely az 1960-as évekbeli Renault 16-ra utalt vissza. Csakúgy, mint a Renault 19 és az azt megelőző 11, a Mégane is Douaiban, Észak-Franciaországban és Palenciában, Spanyolországban készült.
A biztonság kiemelkedően fontos tényező volt a Mégane I tervezése során. Ez volt a Renault első autója, melynek marketingjében komoly szerepet kaptak biztonsági felszerelései. Ezek közé tartozott például egy oszlopra szerelt, hárompontos biztonsági öv a hátsó középső utasnak (a hagyományos, egyetlen övből álló kétpontos helyett), az első övekbe épített előfeszítők és erőhatárolók, vezetőoldali légzsák, valamint a kezdetektől fogva az utasbiztonságot célzó tervezés és felépítés. Mindezekkel a Mégane megelőzte jó néhány közvetlen riválisát 1995-ben. A középső hárompontos biztonsági övet már a 19 egy biztonsági tanulmányautójában is tesztelte a Renault és legelőször a Lagunába került be a hivatalos modellek közül. A kocsiba bekerült továbbá a Renault első SRP utasvédelmi rendszere, mely az helyzettől és az utas méreteitől függően képes volt variálni az övfeszítők, erőhatárolók és a légzsák működésbe lépésének idejét. Mindezen biztonsági felszereléseknek köszönhetően a kocsi négycsillagos eredményt ért el 1998-ban, az Euro NCAP törésteszten, ezzel kategóriája legjobbjaként végezve. 1996-ban bemutatták a Mégane Scénic egyterűt, mely nagymértékben a Mégane ferde hátú változatán alapult.
A motorválasztékot egy 1,4, illetve egy 1,6 literes E-Type (Energy) erőforrás, valamint egy 2,0 literes benzines és egy 1,9 literes dízel F-Type erőforrás jelentette. Ezeken belül további variációs lehetőséget jelentettek a 16 szelepes változatok, valamint az, hogy a dízelmotor szívó és turbós változatban is elérhető volt. A Renault egy rövid ideig limitált példányszámú sportváltozatot is kínált a modellfrissítés előtti Mégane-hoz, melyekre Renaultsport karosszériaelemek és kiegészítők kerültek. Egy ideig ezek a kiegészítők a Renault franciaországi központjából is megrendelhetők voltak. Nagyon ritkák az ilyen példányok, ezért a hagyományos modellekhez képest jóval magasabb az áruk a használtpiacon.

### Modellfrissítés
1999 tavaszán a Mégane I kisebb modellfrissítésen esett át, mely során új hűtőrácsot és továbbfejlesztett biztonsági felszereléseket kapott, valamint a modellek nagy részébe 16 szelepes motor került. Ezzel egy időben megjelent egy kombi karosszériaváltozat is, ez azonban csak balkormányos változatban készült, így például az Egyesült Királyságban nem árusították. Az első generáció gyártása 2002-ben befejeződött, Latin-Amerikában azonban 2009-ig gyártották, így egy ideig párhuzamosan megvásárolható volt a második generációval együtt.

### Dél-Amerika
A Mégane első generációjának szedán változatát a Renault kolumbiai és argentin leányvállalata egészen 2009-ig gyártotta, így számos latin-amerikai országban 2010-ig megvásárolható volt, mint új modell. Minden ilyen autóba LA04 kódú, 1,6 literes, 16 szelepes, 110 lóerős motor került. Mind a mai napig ez a két gyár egyik legjobb eladási adatokat produkáló autója. Kolumbiában kizárólag egy változatban (Unique) volt kapható a Mégane I, melyhez ötsebességes manuális vagy négysebességes automata sebességváltó volt választható. Emellett volt benne ABS, két első légzsák, bőrülés, elektromos ablak és tükör. Argentínában ezzel szemben nem minden modellbe kerültek légzsákok, elektromos ablakok és tükrök.

### Motorok
| Modell        | Hengerűrtartalom | Típuskód | Teljesítmény    | Végsebesség | Gyorsulás (0–100 km/h) |
| ------------- | ---------------- | -------- | --------------- | ----------- | ---------------------- |
| 1.4 Eco 8v    | 1390 cm³         | E7J      | 70 LE (51 kW)   | 168 km/h    | 14,5 mp                |
| 1.4 8v        | 1390 cm³         | E7J      | 75 LE (55 kW)   | 170 km/h    | 14,3 mp                |
| 1.4 8v        | 1390 cm³         | E7J      | 75 LE (55 kW)   | 170 km/h    | 13,8 mp                |
| 1.4 16v       | 1390 cm³         | K4J      | 98 LE (70 kW)   | 184 km/h    | 11,8 mp                |
| 1.6 8v        | 1598 cm³         | K7M      | 75 LE (55 kW)   | 175 km/h    | 12,9 mp                |
| 1.6 8v        | 1598 cm³         | K7M      | 90LE (66 kW)    | 184 km/h    | 11,5 mp                |
| 1.6 16v       | 1598 cm³         | K4M      | 110 LE (81 kW)  | 195 km/h    | 9,8 mp                 |
| 1.8 16v       | 1783 cm³         | F4P      | 120 LE (85 kW)  | 198 km/h    | 9,5 mp                 |
| 2.0 8v        | 1998 cm³         | F3R      | 115 LE (85 kW)  | 197 km/h    | 9,7 mp                 |
| 2.0 16v       | 1998 cm³         | F7R      | 150 LE (110 kW) | 215 km/h    | 8,6 mp                 |
| 2.0 16v IDE   | 1998 cm³         | F5R      | 140 LE (103 kW) | 213 km/h    | 8,6 mp                 |
| 1.9 D Eco. 8v | 1870 cm³         | F8Q      | 64 LE (47 kW)   | 160 km/h    | 17,8 mp                |
| 1.9 8v TDI    | 1870 cm³         | F8Q      | 94 LE (69 kW)   | 178 km/h    | 12,6 mp                |
| 1.9 8v dT     | 1870 cm³         | F8Q      | 95 LE (70 kW)   | 180 km/h    | 12,3 mp                |
| 1.9 8v dTi    | 1870 cm³         | F9Q      | 100 LE (74 kW)  | 183 km/h    | 12,3 mp                |
| 1.9 8v dTi    | 1870 cm³         | F9Q      | 80 LE (59 kW)   | 170 km/h    | 13,8 mp                |
| 1.9 8v dCi    | 1870 cm³         | F9Q      | 102 LE (75 kW)  | 188 km/h    | 11,5 mp                |

### Galéria

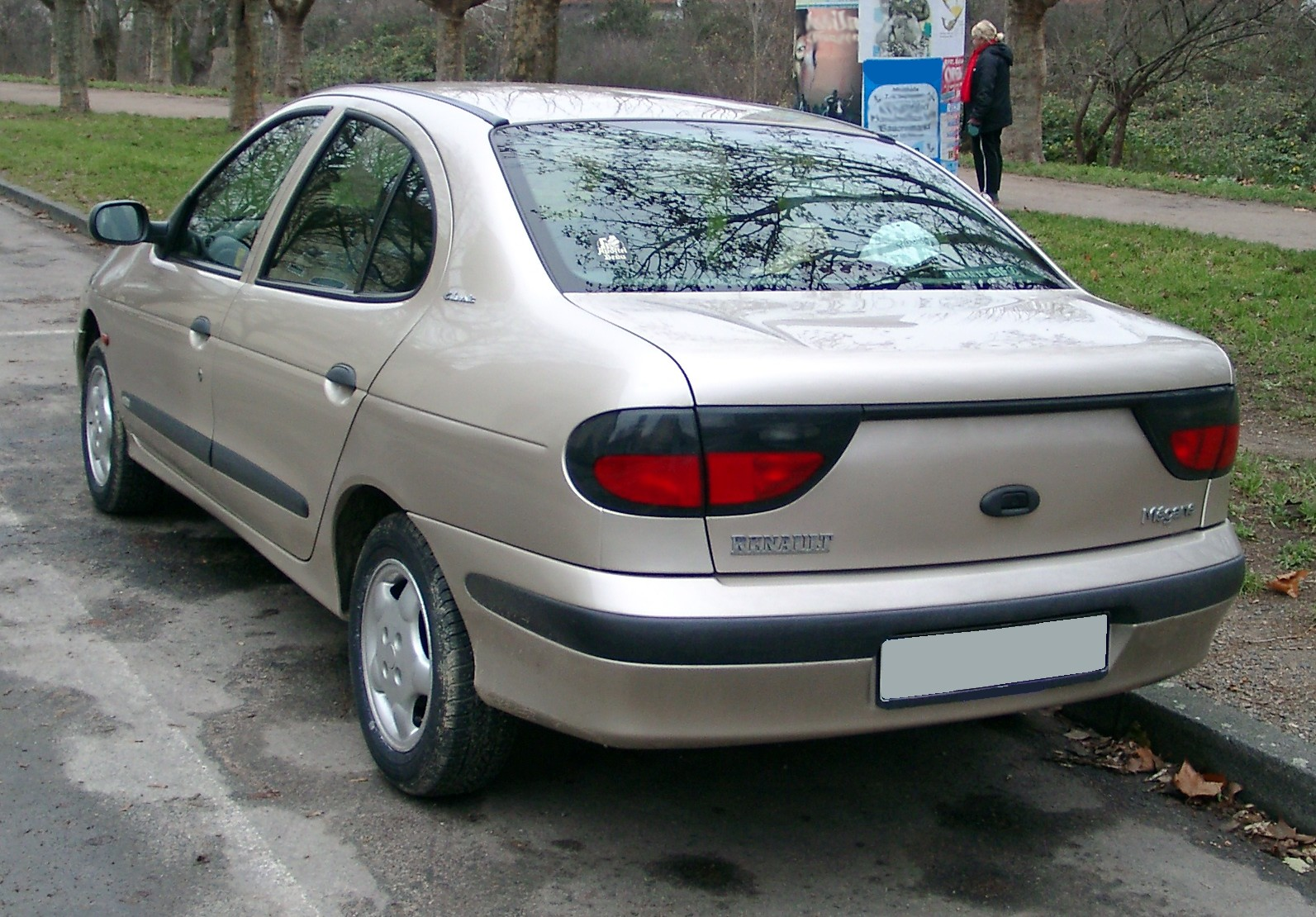
Modellfrissítés előtti Mégane I szedán
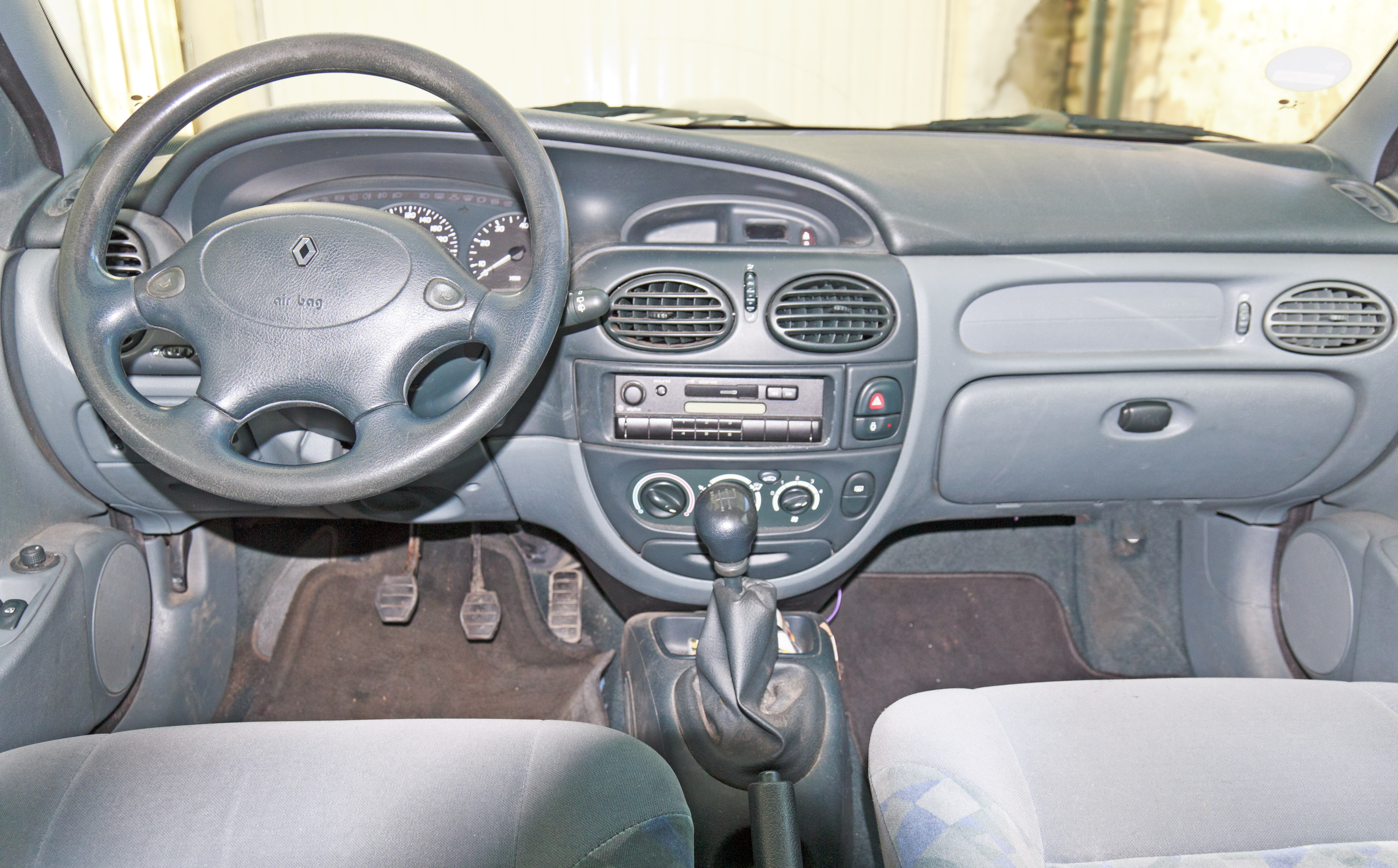
Renault Mégane I belseje
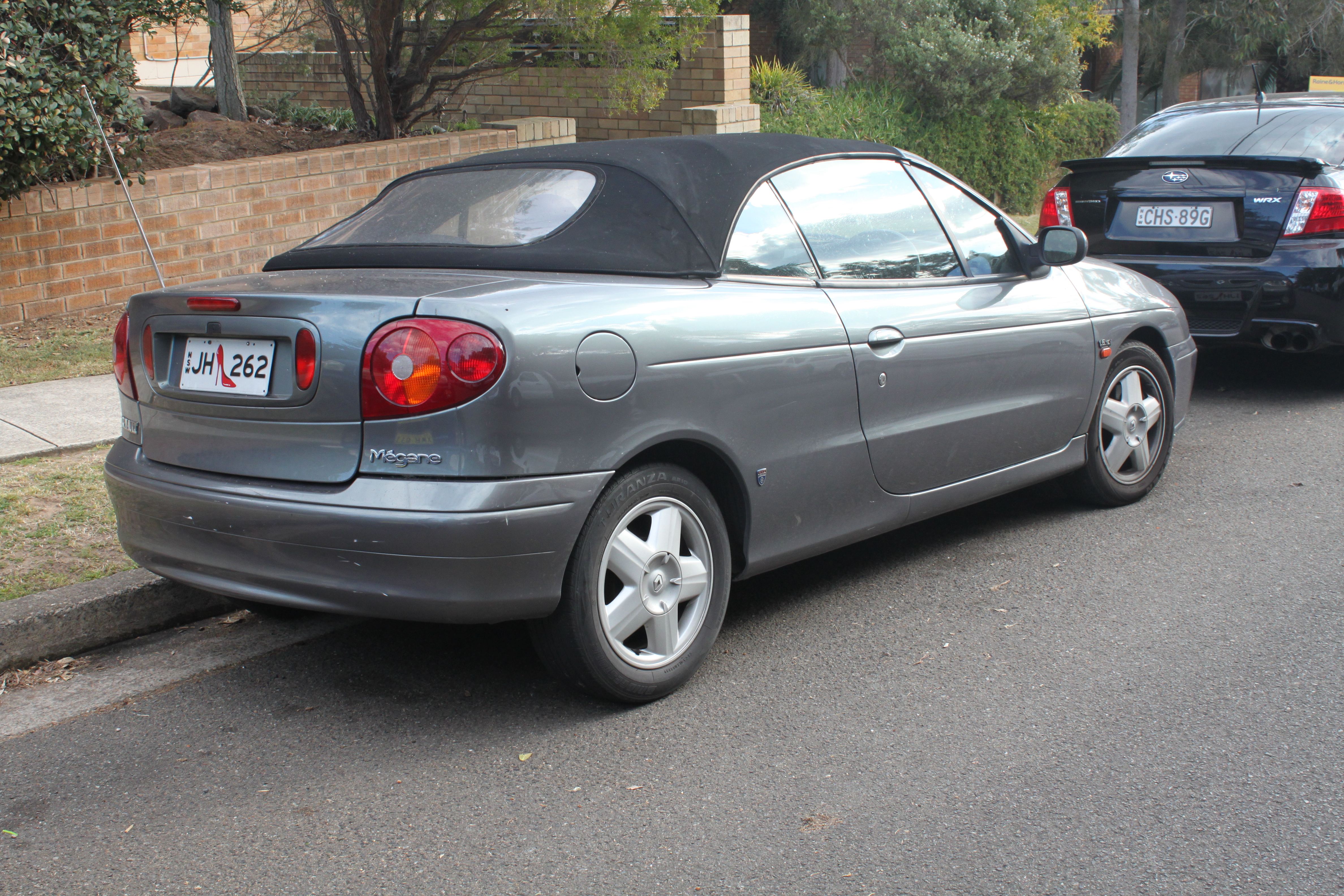
2002-es Renault Mégane kabrió
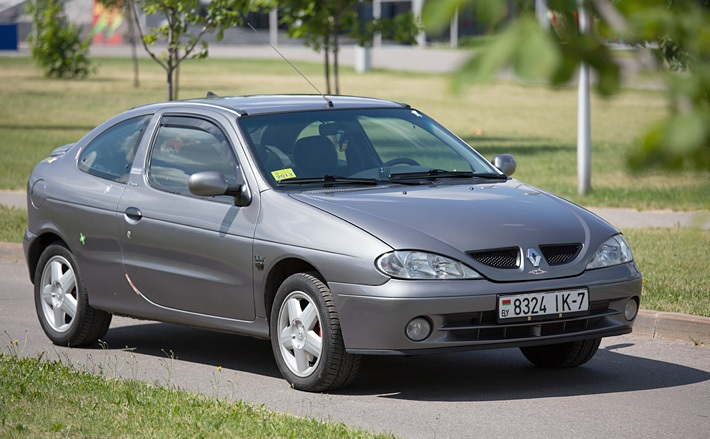
Modellfrissítés utáni Renault Mégane Coupé
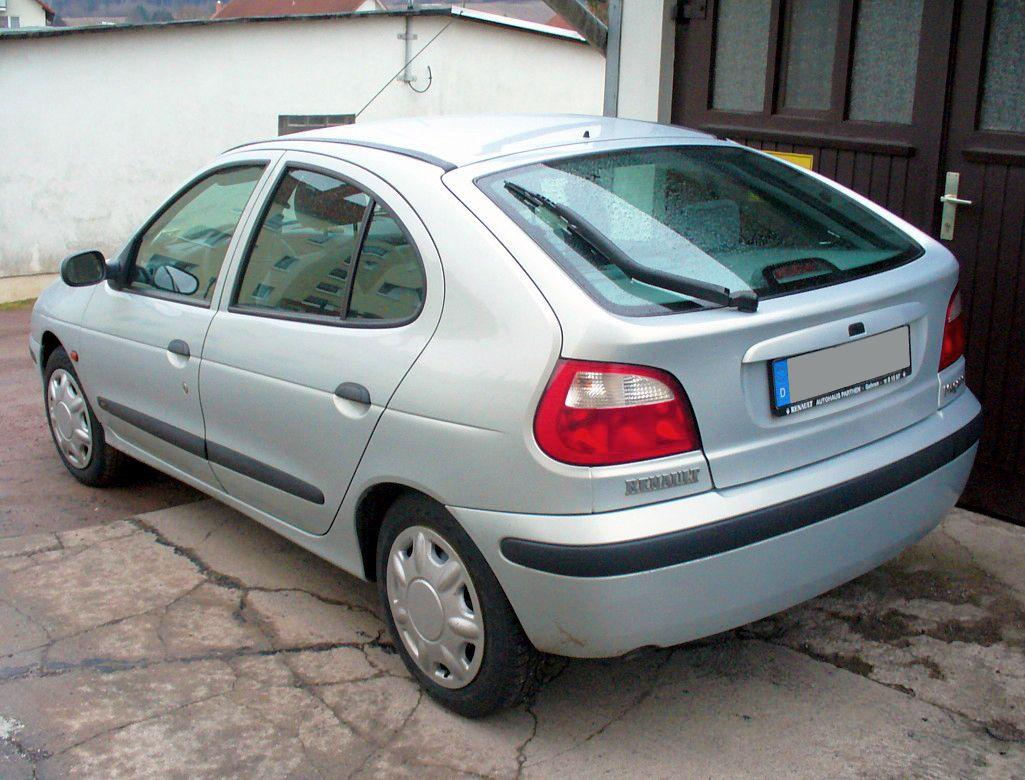
Modellfrissítés utáni Renault Mégane hátulról

### Maxi Mégane

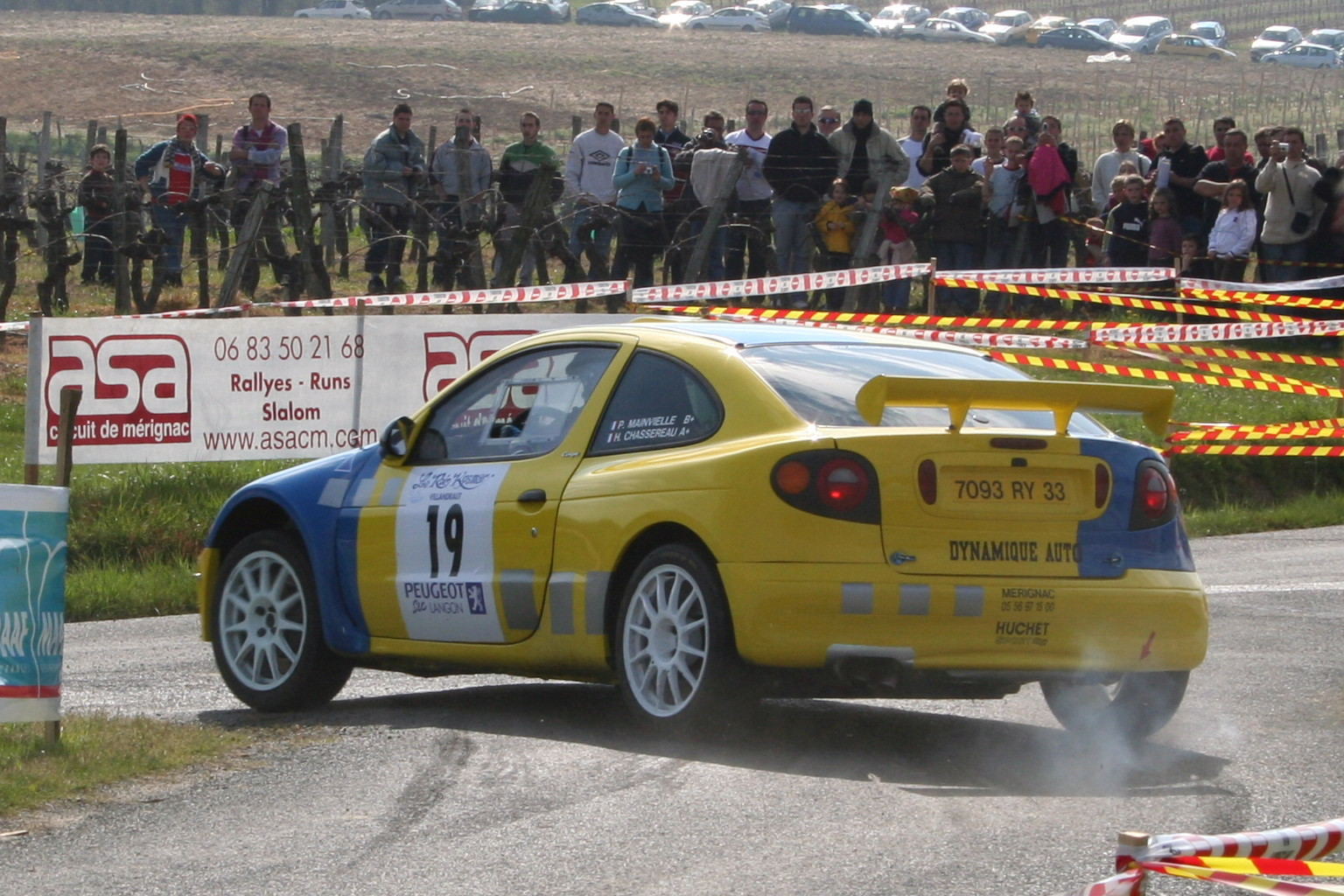
Egy magánkézben lévő Mégane Maxi verseny közben.

Az 1990-es évek során a Renault Sport elkezdett kifejleszteni egy versenyautót, a Formula 2 Kit Car kategória szabályainak megfelelően. Ennek első eredménye a Clión alapuló Clio Williams Maxi volt. Az olyan riválisok azonban, mint a Citroën vagy a Peugeot, hamarosan nagyobb és erősebb autókat mutattak be, így a Renault 1996-ban kifejlesztette a Mégane Maxit. Ez az autó képviselte a Renault-t a francia ralibajnokság 1996-os és 1997-es szezonjában és olyan pilótái voltak, mint Philippe Bugalski, Jean Ragnotti és Serge Jordan. A Mégane Maxiba az F7R kódú motor egy módosított változata került, egy hétsebességes szekvenciális manuális sebességváltóval. Első komoly sikere egy 1996-os Tour de Course-győzelem volt. A kocsi a kétliteres rali-világbajnokságon is részt vett, ahol 1999-ben konstruktőri világbajnoki címet szerzett a Renault-nak. Kisebb bajnokságokon is részt vett, például a brit ralibajnokságon, melyet 1998-ban és 1999-ben is megnyert, valamint az európai ralibajnokságon, ahol 1999-ben végzett az első helyen. Miután a gyári csapat hivatalosan is visszavonultatta a Maxi Mégane-t, magánkézben lévő csapatok még évekig használták különféle versenyeken.

## Mégane II (2002–2009)

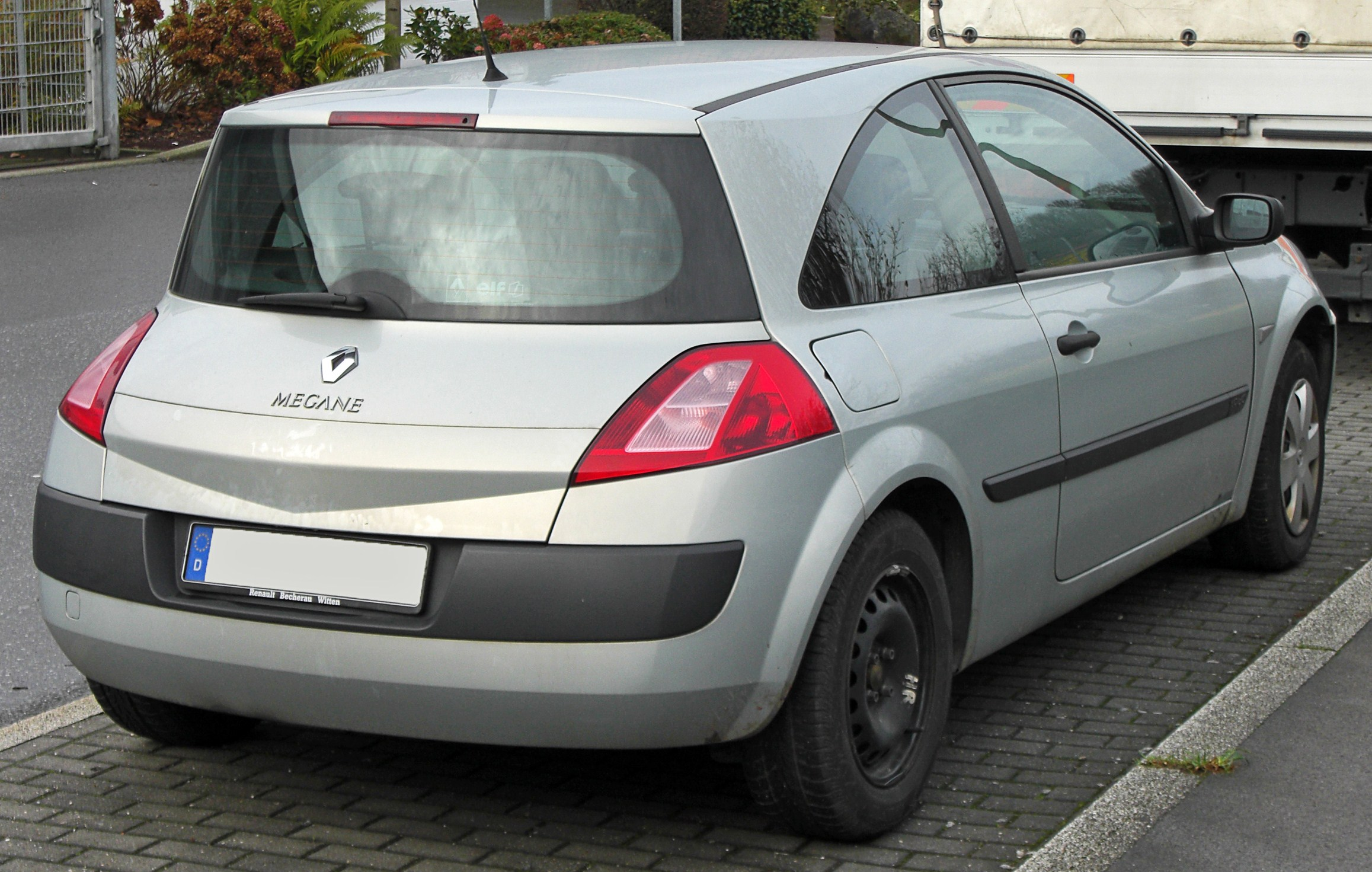
Renault Mégane II hátulról

A Mégane II 2002 szeptemberében került bemutatásra, és teljes megújulást hozott. Az autó külsőleg csak minimálisan hasonlított elődjére, ami főleg az új, csúcsosabb, markánsabb vonalakat alkalmazó dizájnnak volt köszönhető, mely a Renault Avantime-on volt először megfigyelhető. Az új Mégane 2003-ban elnyerte az Év Autója díjat, olyan ellenfeleket utasítva maga mögé, mint a Mazda 6 vagy a Citroën C3. Emellett ötcsillagos értékelést ért el az Euro NCAP töréstesztjén, amire korábban egyetlen másik autó sem volt képes a kategóriájában.
Mind a Mégane II, mind a Laguna egy sor innovatív technológiát vonultatott fel, melyeket a Renault a 2000-es évek elején fejlesztett ki. Ilyen volt például a Renault Card nevű kulcs nélküli indítórendszer, mely a Mégane esetében az alapfelszereltség része volt. Bár azóta ez a megoldás már széles körben elterjedt, akkoriban ez egyedülálló volt az alsó középkategóriás autóknál. A panoráma tetőablak szintén egy olyan újítás volt, melyet a Renault alkalmazott először, majd több gyártó is átvette.
Csakúgy, mint az előző generáció esetében, a Mégane II karosszériakínálata is meglehetősen bő volt. Az autó megvásárolható volt három- és ötajtós ferde hátú, négyajtós szedán, ötajtós kombi és kétajtós kupé-kabrió változatban. Utóbbi lehajtható keménytetővel került értékesítésre, karosszériáját pedig a Karmann tervezte.
Brazíliában a Renault ottani leányvállalata kiadott egy rugalmas üzemanyag-felhasználású (Hi-Flex) változatot a Mégane II-ből, mely ólmozatlan benzinnel és etanollal, illetve ezek bármilyen arányú keverékével is képes volt üzemelni egy elektromos modulnak köszönhetően. Hasonló változatok a Scénicből és a Clióból is készültek. Ez az 1,6 literes, 109 lóerős, 16 szelepes motor (etanollal 113 lóerő) teljes mértékben Brazíliában készült kifejlesztésre és gyártásra. A 2,0 literes verzió azonban Franciaországból került behozatalra, így az kizárólag benzinnel üzemelt.

### Mégane RS
A RenaultSport (RS) változatok a három- és ötajtós ferde hátúakból készültek. Ezekbe turbófeltöltős 2,0 literes, 16 szelepes benzinmotor került, mely 224 lóerő (165 kW) leadására volt képes. Az ilyen modellek módosított első és hátsó futóműgeometriával kerültek értékesítésre a jobb úttartás és kezelhetőség miatt, valamint alacsonyabb és szélesebb első lökhárítókat kaptak.

### Modellfrissítés
A Mégane II 2006-ban modellfrissítésen esett át, ami némileg megújult belsőteret, átvariált felszereltségi szinteket és megújult orrot jelentett. Az autó az első futóművel átvette a 2,0 literes, turbós RS változattól a jobb menettulajdonságok miatt. A Nissan Sentra B16 szintén a 2006-os Mégane II padlólemezére épült.

### Fogadtatás
Eladásának első teljes évében, 2003-ban a Mégane II vezette a francia eladási listákat, abban az évben egészen pontosan 198 874 darabot helyeztek forgalomba. Az Egyesült Királyságban is jól fogyott az új Mégane, 2005-ben a negyedik legtöbbet eladott új autó volt, 2004-ben és 2006-ban pedig az ötödik. 2007-ben azonban visszaesett az ötödik helyre és mindössze 55 ezret adtak el belőle.
2010-es jelentések szerint a Mégane II modellek buktak meg a legnagyobb arányban az Egyesült Királyságban érvényben lévő műszaki vizsgákon a legkorábban 2007-ben először vizsgáztatott autók közül. A német ADAC megbízhatósági statisztikái szerint azonban remekül teljesített az autó, olyan modelleket megelőzve, mint a Ford Focus, a Honda Civic és az Opel Astra. 2008-ban kategóriája harmadik legmegbízhatóbb autója volt a szervezet statisztikái szerint, a BMW 1-es sorozat és az Audi A3 mögött.

### Motorok
| Modell                     | Hengerűrtartalom | Típuskód | Teljesítmény    | Végsebesség | Gyorsulás (0–100 km/h) |
| -------------------------- | ---------------- | -------- | --------------- | ----------- | ---------------------- |
| 1.4 16v 80                 | 1390 cm³         | K4J      | 80 LE (60 kW)   | 170 km/h    | 13,5 mp                |
| 1.4 16v 98                 | 1390 cm³         | K4J      | 97 LE (72 kW)   | 183 km/h    | 12,5 mp                |
| 1.6 16v                    | 1598 cm³         | K4M      | 114 LE (85 kW)  | 196 km/h    | 10,8 mp                |
| 2.0 16v                    | 1998 cm³         | F4R      | 134 LE (100 kW) | 205 km/h    | 9,6 mp                 |
| 2.0 16v Turbo              | 1998 cm³         | F4RT     | 163 LE (121 kW) | 220 km/h    | 8,3 mp                 |
| 2.0 16v Turbo RenaultSport | 1998 cm³         | F4RT     | 224 LE (165 kW) | 236 km/h    | 6,5 mp                 |
| 1.5 8v dCi 80              | 1461 cm³         | K9K      | 79 LE (59 kW)   | 170 km/h    | 14,3 mp                |
| 1.5 8v dCi 86              | 1461 cm³         | K9K      | 85 LE (63 kW)   | 340 km/h    | 4,2 mp                 |
| 1.5 8v dCi 100             | 1461 cm³         | K9K      | 99 LE (74 kW)   | 181 km/h    | 12,8 mp                |
| 1.5 8v dCi 106             | 1461 cm³         | K9K      | 105 LE (78 kW)  | 185 km/h    | 11,1 mp                |
| 1.9 8v dCi 120             | 1870 cm³         | F9Q      | 118 LE (88 kW)  | 196 km/h    | 10,5 mp                |
| 1.9 8v dCi 130             | 1870 cm³         | F9Q      | 128 LE (96 kW)  | 200 km/h    | 9,0 mp                 |
| 2.0 16v dCi 150            | 1995 cm³         | M9R      | 148 LE (110 kW) | 210 km/h    | 8,7 mp                 |
| 2.0 16v dCi RenaultSport   | 1995 cm³         | M9R      | 173 LE (129 kW) | 221 km/h    | 8,5 mp                 |

### Galéria

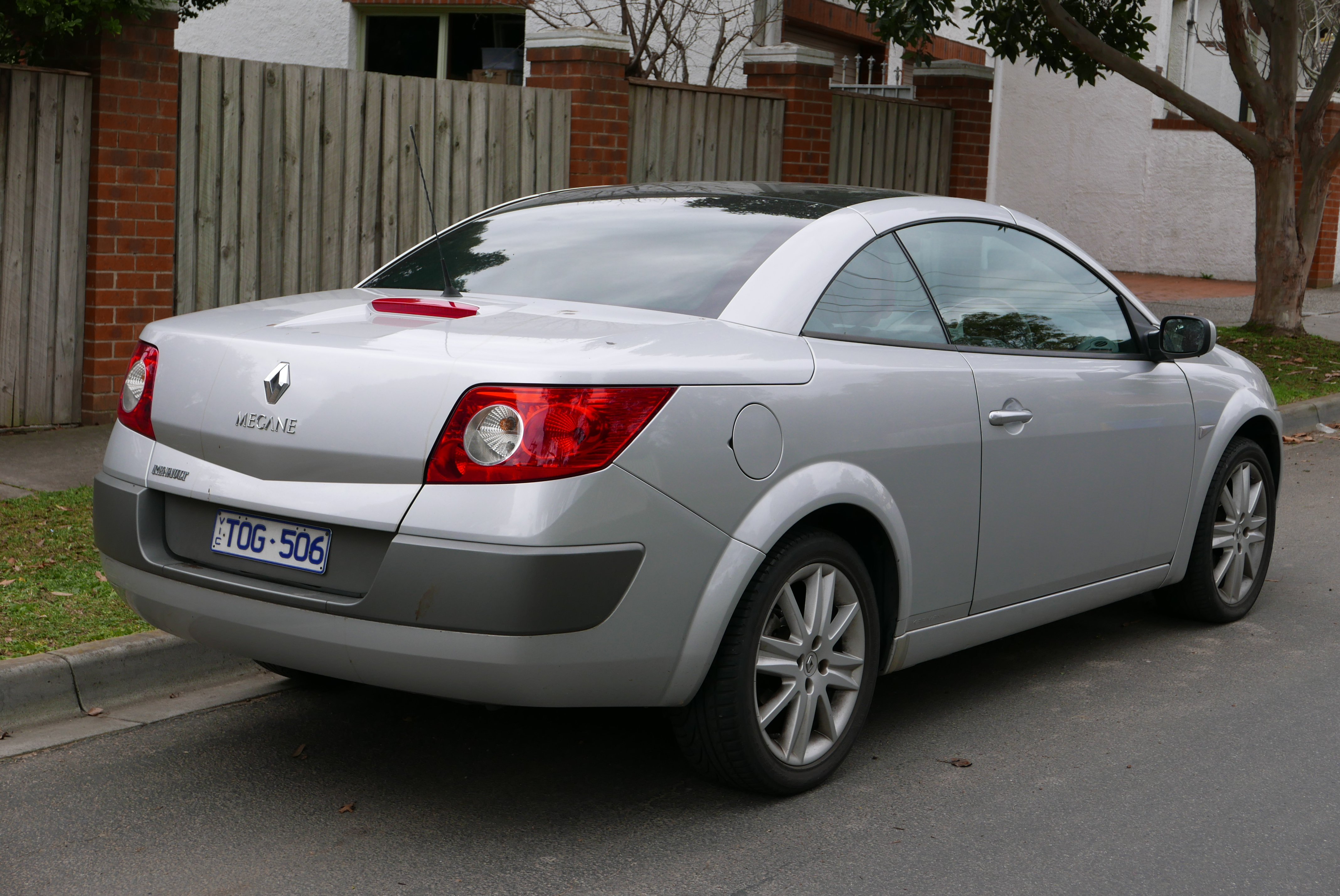
Mégane II CC (kupé-kabrió)
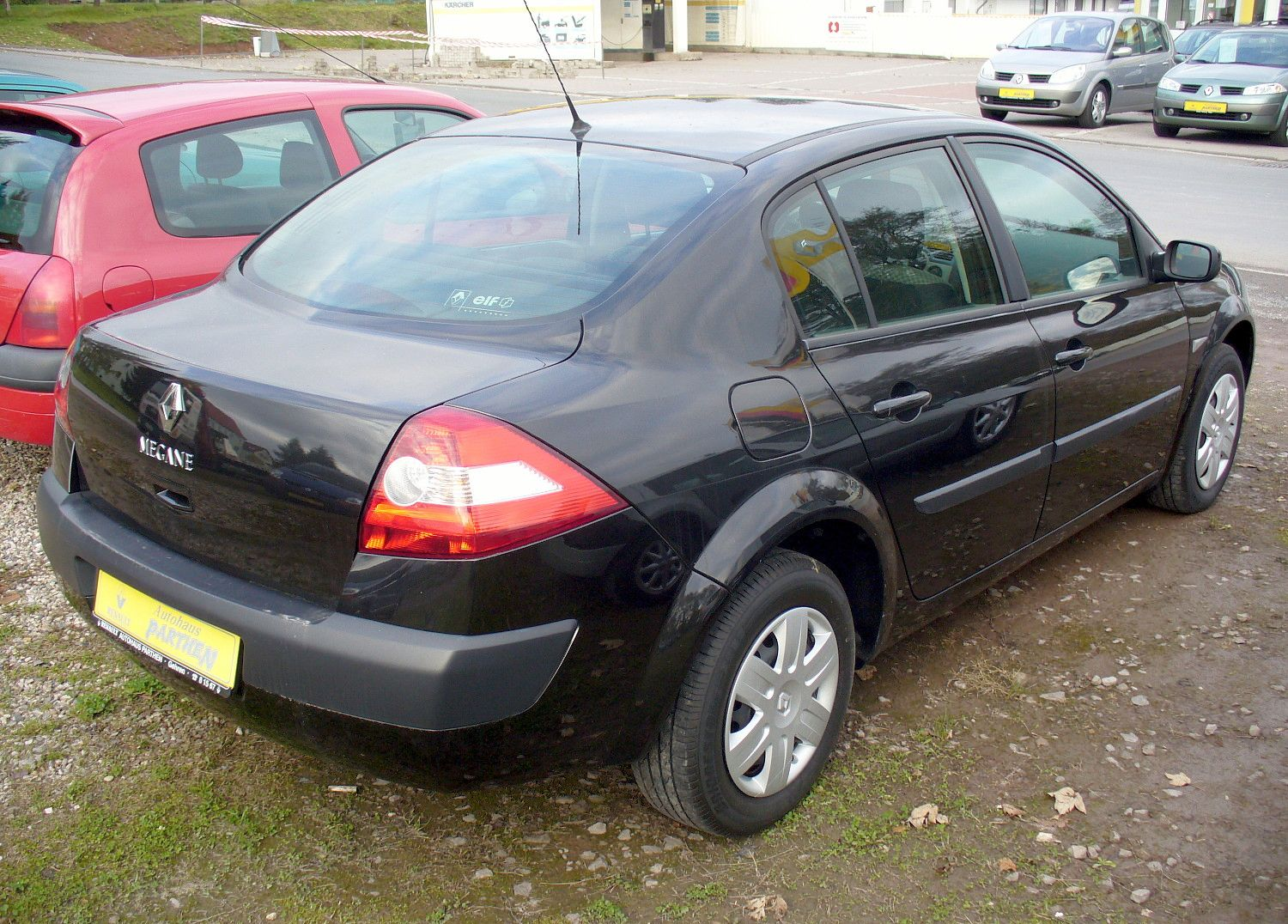
Mégane II szedán
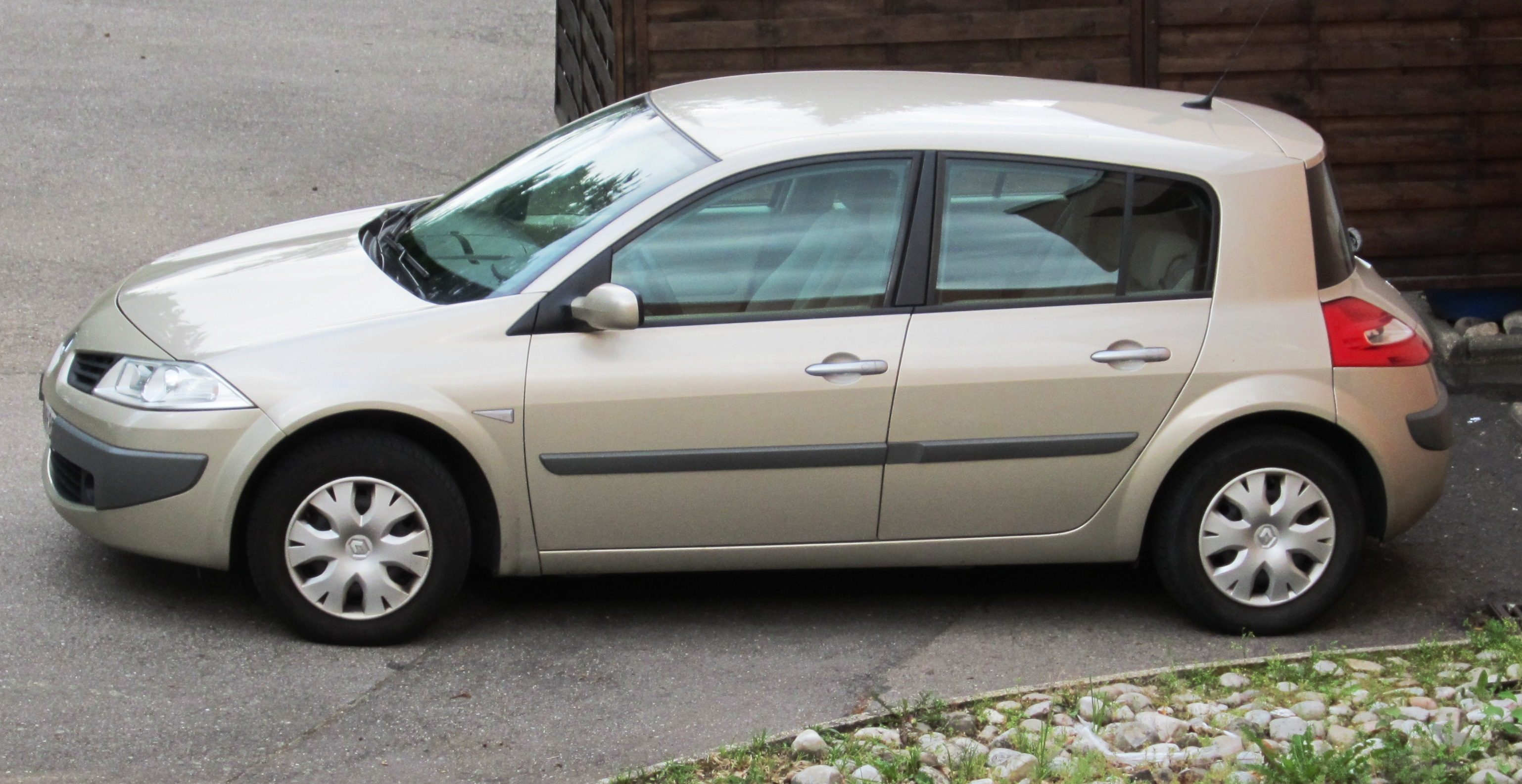
Ötajtós ferde hátú változat
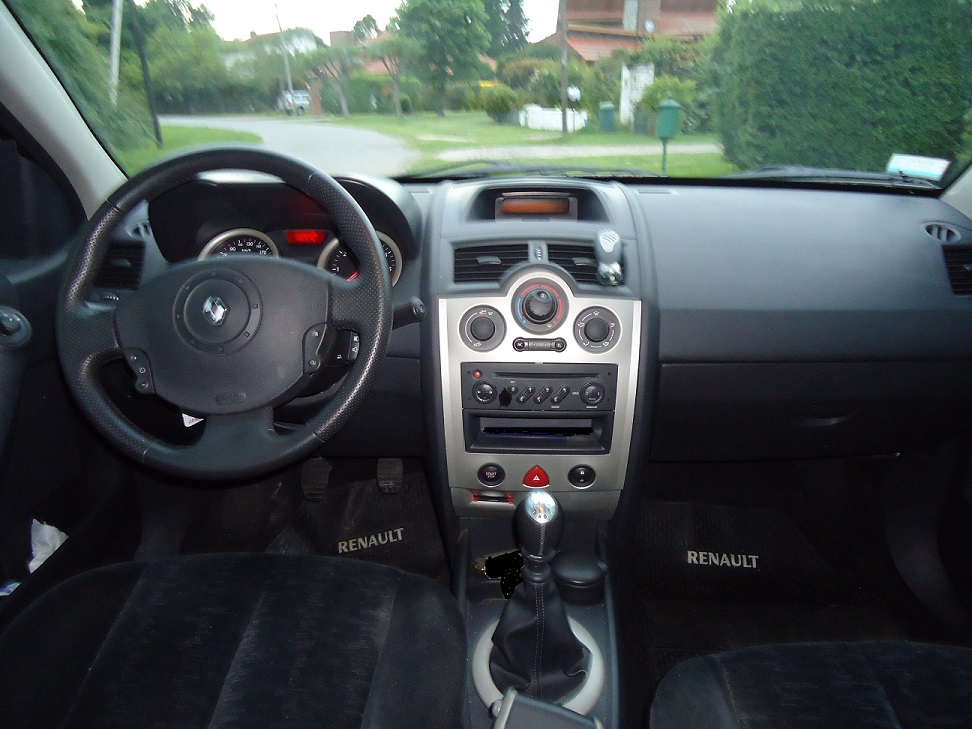
A Mégane II belsőtere
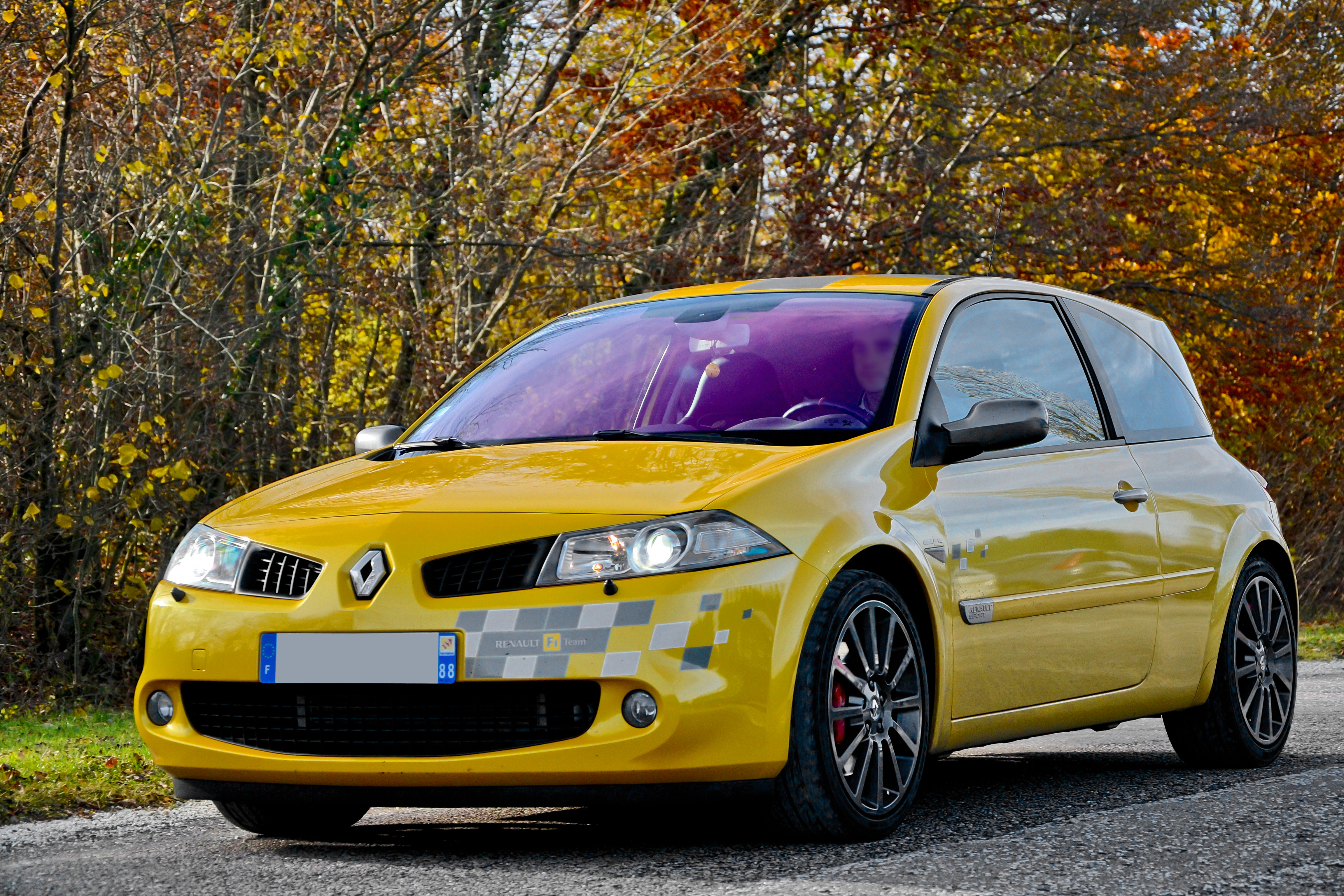
Mégane II RS

## Mégane III (2008–2016)

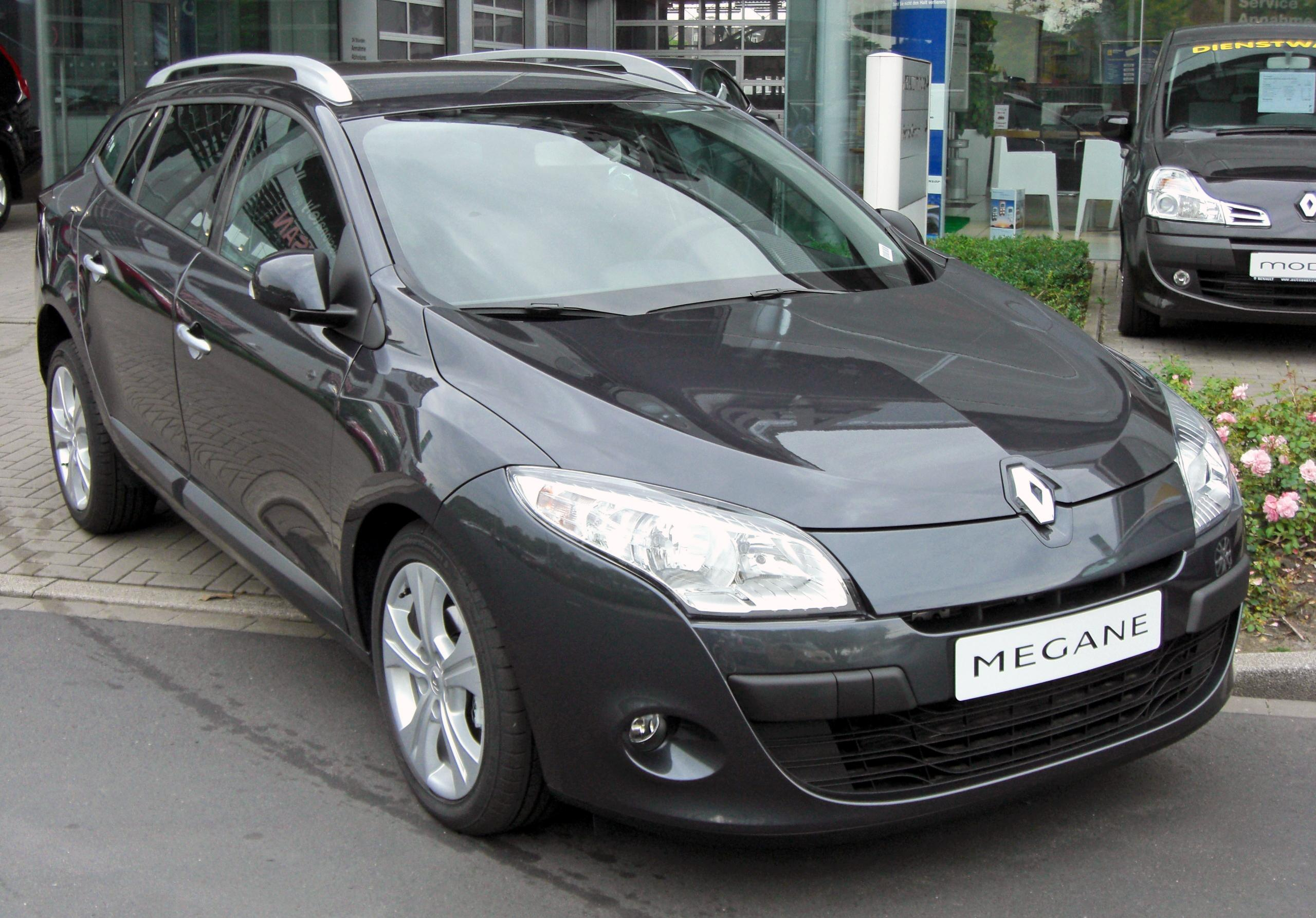
Mégane III Sport Tourer

A Mégane harmadik generációja 2008 októberében jelent meg a piacon, ekkor még csak az ötajtós ferde hátú és a kupé volt elérhető. A két modell dizájnja eltérő volt, a kupé sportosabb kinézetet kapott, míg az ötajtós változat karosszériája konzervatívabb kialakítású volt. Az autóhoz nem volt rendelhető automata sebességváltó, ennek helyét átvette egy fokozatmentes (CVT) váltó.
2009-ben mutatták be az ötajtós kombi változatot, mely a Sport Tourer nevet kapta, míg a kupé-kabrió csak 2010-ben került piacra, ugyanebben az évben egy 1,4 literes turbómotor is bekerült a motorkínálatba. A szedán variáns helyét átvette egy teljesen új modell, a Fluence.
2012-ben a Mégane III átesett az első modellfrissítésen, mely során három új motor is bemutatkozott: egy 1,2 literes, turbós benzinmotor, egy 110 lóerős (82 kW) változat az 1,5 literes dCi dízelmotorból, valamint egy új, 1,6 literes dCi motor. Ezt egy újabb frissítés követte 2014-ben, amikor egy új, 128 lóerős (95 kW) változat jelent meg az 1,2 literes turbómotorból, valamint a ferde hátú, a kupé és a kombi külseje is átalakult a Renault új formatervezési trendjeinek megfelelően. Az év második felében a 2,0 literes turbómotorból elérhetővé vált egy 220 lóerős (164 kW) változat.

### Dél-Amerika
Argentínában, a córdobai gyárban 2011-ben megkezdődött a Fluence gyártása. Ugyanebben az időben a Mégane III is elérhető volt az országban, de ezek az autók nem saját gyártásúak, hanem Törökországból importált darabok voltak. Brazíliában a Fluence teljes mértékben leváltotta a Mégane-t a Renault ottani kínálatában.

### Motorok
| Modell                       | Hengerűrtartalom | Típuskód      | Teljesítmény               | Nyomaték          | Végsebesség   | Gyorsulás (0–100 km/h) |
| Benzinmotorok                | Benzinmotorok    | Benzinmotorok | Benzinmotorok              | Benzinmotorok     | Benzinmotorok | Benzinmotorok          |
| ---------------------------- | ---------------- | ------------- | -------------------------- | ----------------- | ------------- | ---------------------- |
| 1.2 TCe 115 Stop & Start     | 1198 cm³         | H5Ft          | 113 LE (95 kW) @ 4500 rpm  | 190 Nm @ 2000 rpm | 190 km/h      | 10,9 mp                |
| 1.2 TCe 130 Stop & Start     | 1198 cm³         | H5Ft          | 128 LE (96 kW) @ 5500 rpm  | 205 Nm @ 2000 rpm | 200 km/h      | 9,6 mp                 |
| 1.4 TCe 130                  | 1397 cm³         | H4J           | 128 LE (96 kW) @ 5500 rpm  | 190 Nm @ 2250 rpm | 200 km/h      | 9,6 mp                 |
| 1.6 VVT 100                  | 1598 cm³         | K4M           | 99 LE (74 kW) @ 5500 rpm   | 148 Nm @ 4250 rpm | 190 km/h      | 10,9 mp                |
| 1.6 VVT 110                  | 1598 cm³         | K4M           | 108 LE (81 kW) @ 6000 rpm  | 151 Nm @ 4250 rpm | 195 km/h      | 10,5 mp                |
| 1.6 112 CVT                  | 1598 cm³         | HR16DE        | 112 LE (84 kW) @ 6000 rpm  | 152 Nm @ 4250 rpm | 210 km/h      | 11,0 mp                |
| 2.0 16v CVT                  | 1997 cm³         | M4R           | 141 LE (105 kW) @ 6000 rpm | 195 Nm @ 3750 rpm | 195 km/h      | 10,3 mp                |
| 2.0 TCe 180                  | 1998 cm³         | F4RT          | 178 LE (132 kW) @ 5500 rpm | 300 Nm @ 2250 rpm | 230 km/h      | 7,8 mp                 |
| 2.0 TCe 220                  | 1998 cm³         | F4RT          | 217 LE (162 kW) @ 5500 rpm | 340 Nm @ 2400 rpm | 240 km/h      | 7,6 mp                 |
| 2.0 Turbo RS 250             | 1998 cm³         | F4RT          | 247 LE (184 kW) @ 5500 rpm | 340 Nm @ 3000 rpm | 250 km/h      | 6,1 mp                 |
| 2.0 Turbo RS 265             | 1998 cm³         | F4RT          | 261 LE (195 kW) @ 5500 rpm | 360 Nm @ 3000 rpm | 255 km/h      | 6,0 mp                 |
| 2.0 Turbo RS 275             | 1998 cm³         | F4RT          | 271 LE (202 kW) @ 5500 rpm | 360 Nm @ 3000 rpm | 255 km/h      | 6,0 mp                 |
| 2.0 Turbo RS 275 Trophy-R    | 1998 cm³         | F4RT          | 271 LE (202 kW) @ 5500 rpm | 360 Nm @ 3000 rpm | 255 km/h      | 5,8 mp                 |
| Dízelmotorok                 |                  |               |                            |                   |               |                        |
| 1.5 dCi 85                   | 1461 cm³         | K9K           | 84 LE (63 kW) @ 3750 rpm   | 200 Nm @ 1750 rpm | 175 km/h      | 12,9 mp                |
| 1.5 dCi 90 FAP               | 1461 cm³         | K9K           | 89 LE (66 kW) @ 4000 rpm   | 200 Nm @ 1750 rpm | 180 km/h      | 12,5 mp                |
| 1.5 dCi 105                  | 1461 cm³         | K9K           | 104 LE (77 kW) @ 4000 rpm  | 240 Nm @ 1750 rpm | 190 km/h      | 10,9 mp                |
| 1.5 dCi 110 FAP              | 1461 cm³         | K9K           | 108 LE (81 kW) @ 4000 rpm  | 240 Nm @ 1750 rpm | 190 km/h      | 12,3 mp                |
| 1.5 Energy dCi 110           | 1461 cm³         | K9K           | 108 LE (81 kW) @ 4000 rpm  | 260 Nm @ 1750 rpm | 190 km/h      | 12,1 mp                |
| 1.6 dCi 130 FAP Stop & Start | 1598 cm³         | R9M           | 128 LE (96 kW) @ 4000 rpm  | 320 Nm @ 1750 rpm | 200 km/h      | 9,8 mp                 |
| 1.9 dCi 130 FAP              | 1870 cm³         | F9Q           | 128 LE (96 kW) @ 3750 rpm  | 300 Nm @ 1750 rpm | 210 km/h      | 9,5 mp                 |
| 2.0 dCi 150 FAP              | 1995 cm³         | M9R           | 148 LE (110 kW) @ 3750 rpm | 360 Nm @ 2000 rpm | 210 km/h      | 9,2 mp                 |
| 2.0 dCi 160 FAP              | 1995 cm³         | M9R           | 158 LE (118 kW) @ 3750 rpm | 380 Nm @ 2000 rpm | 220 km/h      | 8,5 mp                 |

### Galéria

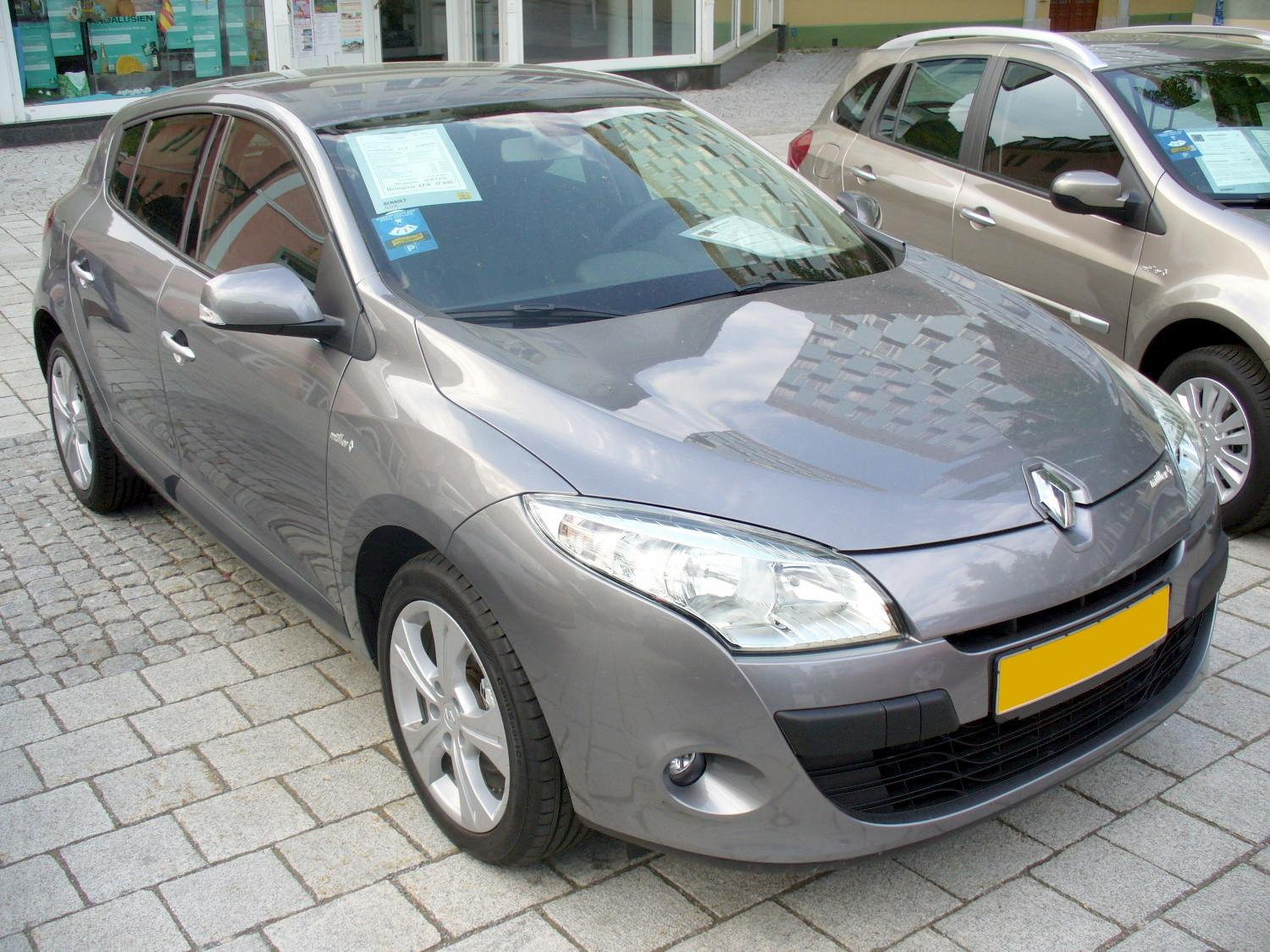
Modellfrissítés előtti ötajtós ferde hátú
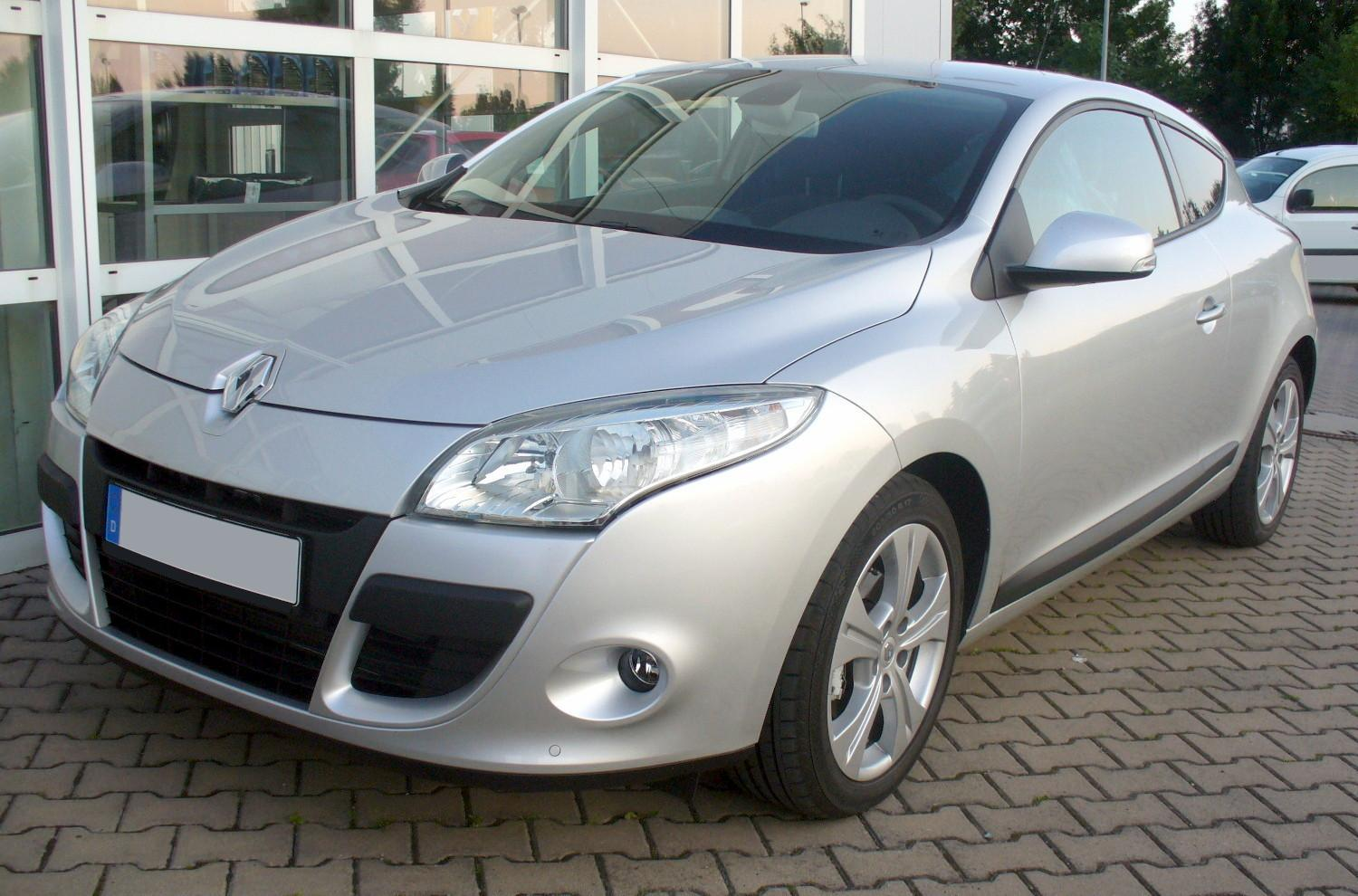
A sportosabb dizájnú kupé
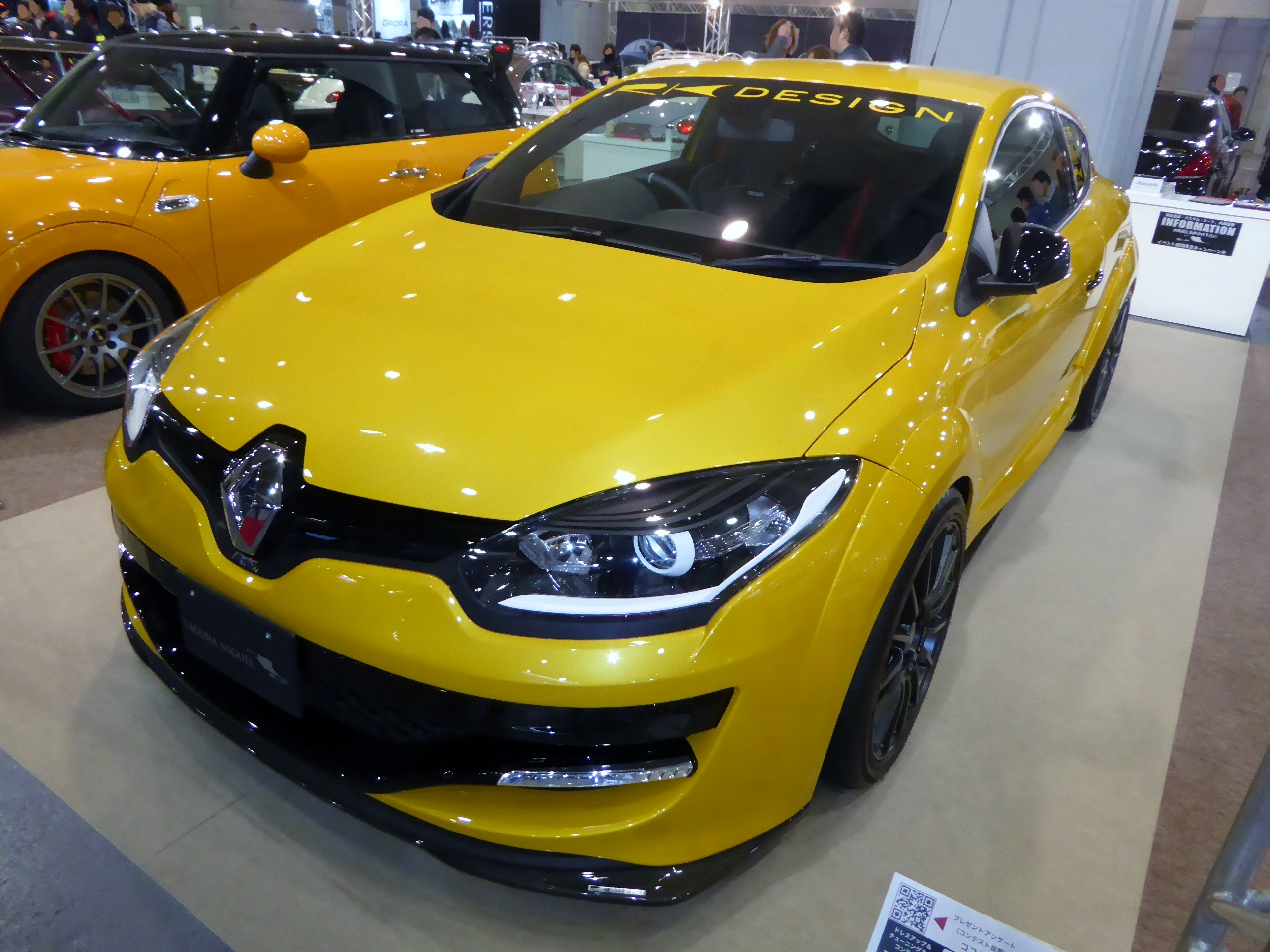
Mégane III RS
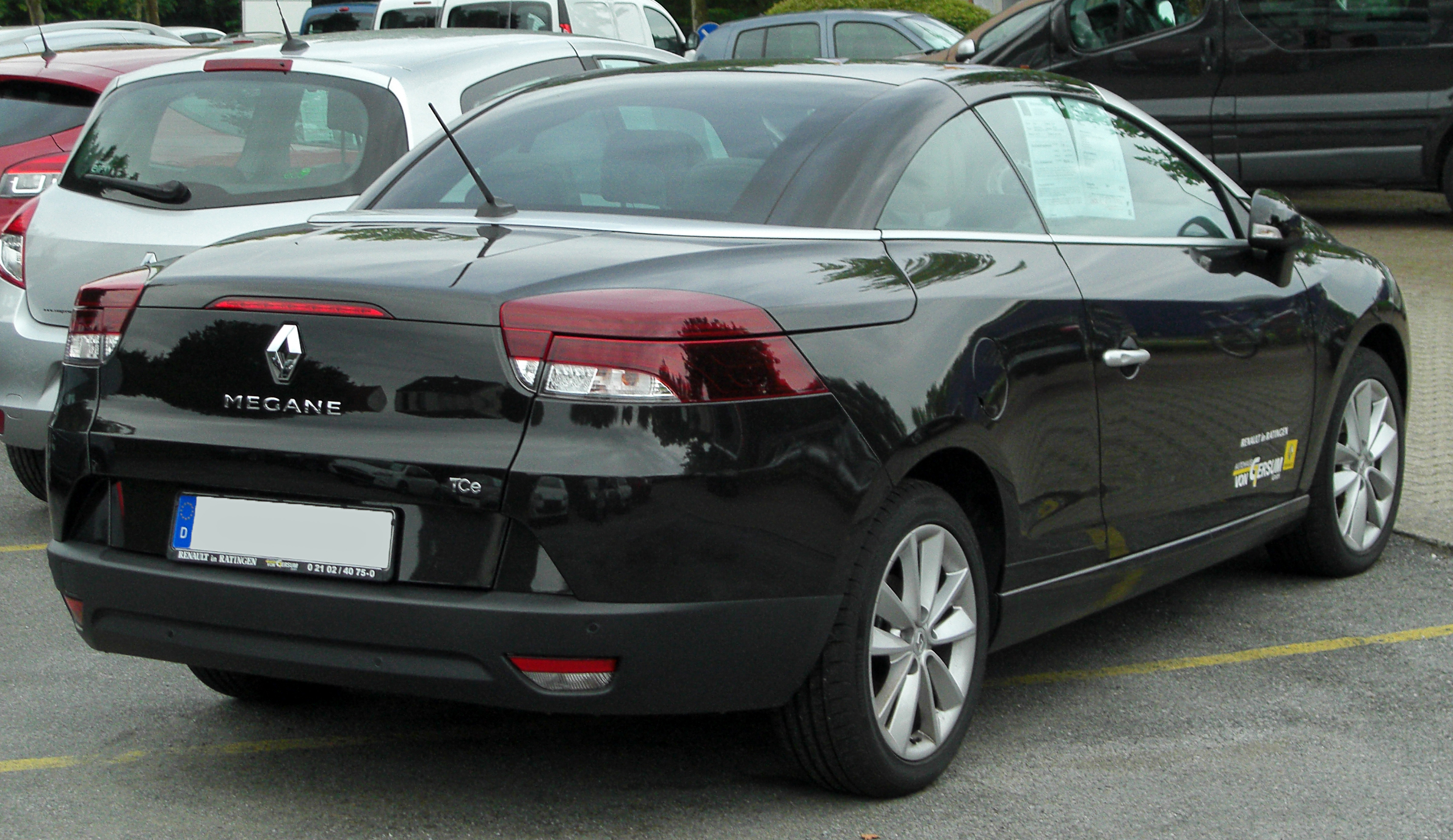
Mégane III CC
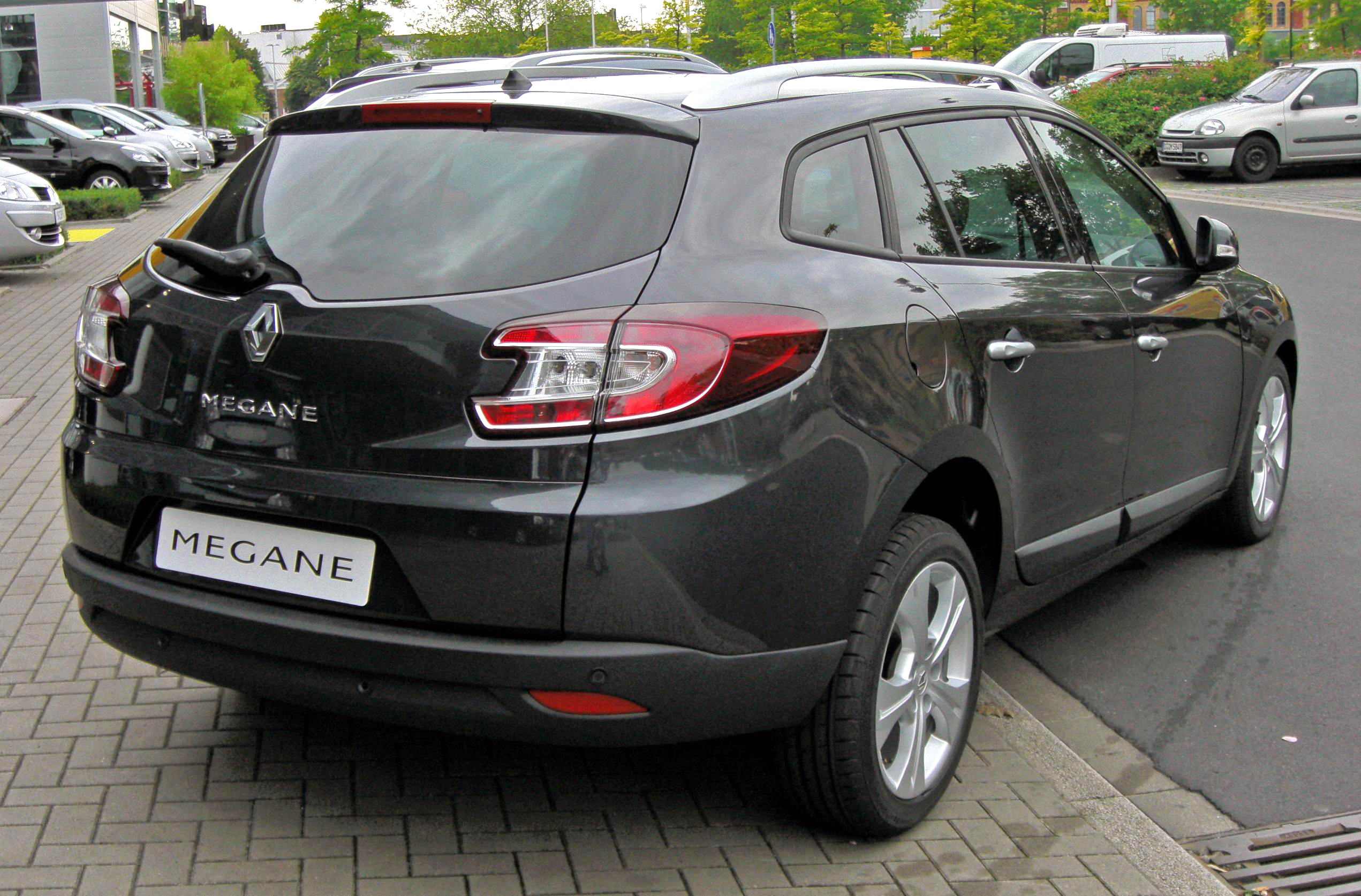
Mégane III kombi hátulról

## Mégane IV (2016–2021)

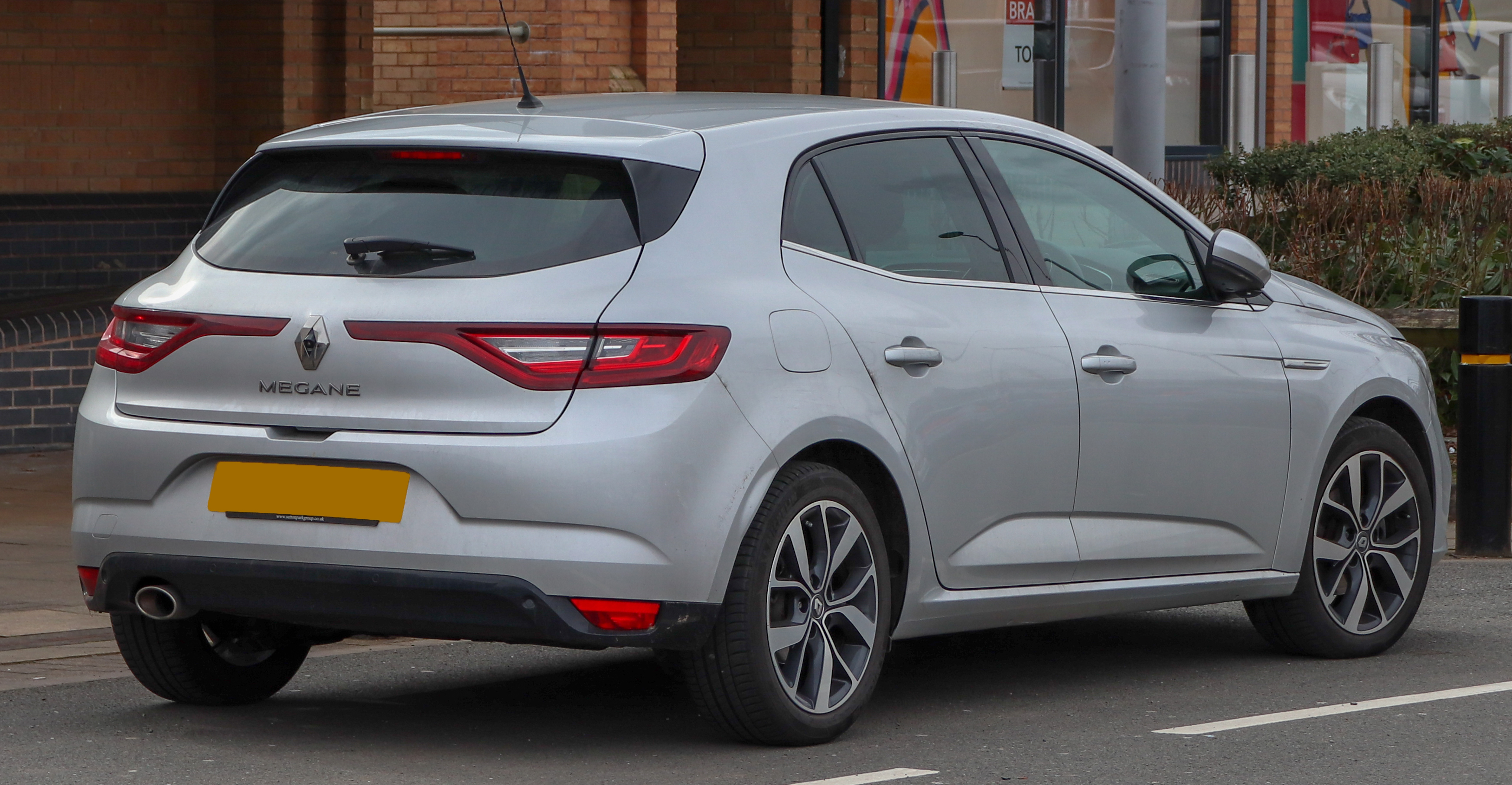
A Mégane IV hátulról

A Mégane IV-et hivatalosan a Frankfurti Autószalonon mutatták be, de értékesítése csak 2016-ban kezdődött el. A kocsi a Renault és a Nissan közös, CMF-CD nevű padlólemezére épül, amelyre a Nissan Pulsar is. Ugyanazt a formatervezési irányelvet követi, amit a negyedik generációs Clio, a Captur és az ötödik generációs Espace. A magyarországi szakírók az első tesztek után az előző generációkhoz képest a sokkal jobb minőségérzetet és menetkomfortot emelték ki a Mégane IV fő erényeiként. A Renault tervezi az új RS változat kiadását, mely a várakozások szerint az eddigieknél kisebb hengerűrtartalmú motort és dupla kuplungos sebességváltót kap majd.

## Renault Mégane E-Tech Electric

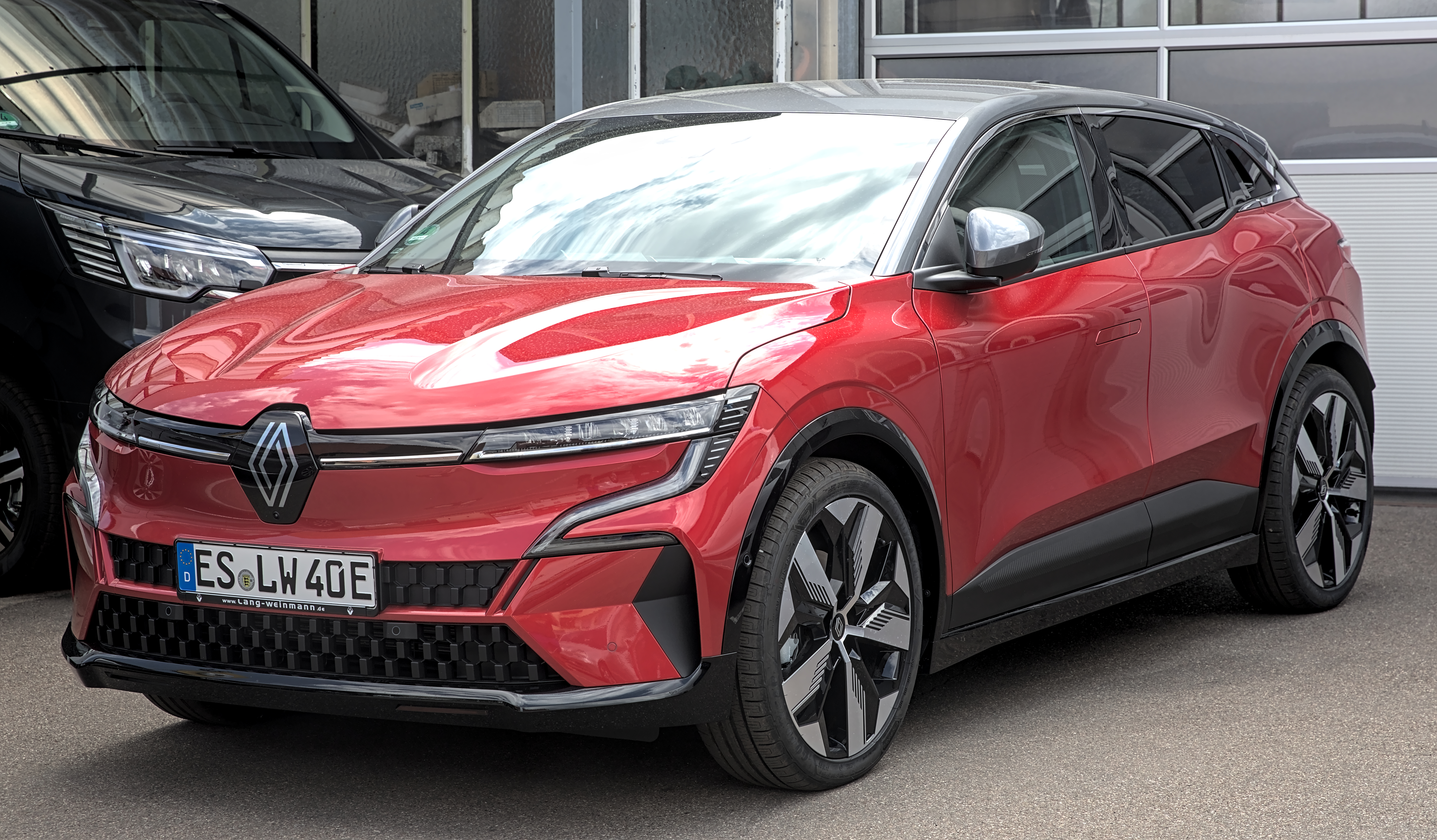
Az elektromos meghajtású Renault Mégane E-Tech

A Renault Mégane E-Tech Electric a Renault Mégane elektromos meghajtású változata, melyet 2022 februárjában mutattak be. A CMF-EV dedikált elektromos platformra épül.

## Külső hivatkozások
- A Mégane IV magyar oldala